# Micky, der Bauarbeiter
Micky, der Bauarbeiter ist ein US-amerikanischer animierter Kurzfilm von David Hand aus dem Jahr 1933.

## Handlung
Micky Maus arbeitet als Baggerfahrer auf einer Großbaustelle, deren Leiter Kater Karlo ist. Zur Mittagszeit erscheint Minnie mit ihrem mobilen Lunchbox-Wagen, der von Pluto gezogen wird. Sie verkauft die Mittagessen auf der Baustelle und Micky kann seine Augen nicht von ihr lassen, auch während er Schubkarren voller Ziegel und andere Dinge auf den Balken und Gerüsten der Baustelle entlangfährt. Immer wieder fallen ihm Dinge hinunter, die meist Kater Karlos Bauplan durchschlagen, oder er sägt Bretter, auf denen er gerade sitzt. Als er selbst Kater Karlos Bauplan durchfällt und von ihm heftig gewürgt wird, ertönt zum Glück die Mittagssirene.
Micky hat ein Brötchen mit Fisch dabei, das ihm jedoch von Kater Karlo per Seilzug gestohlen wird. Als Minnie Micky eine ihrer Lunchboxen anbietet, wird sie selbst von Kater Karlo mit dem Seilzug erfasst und in die Höhe gehoben. Micky eilt zu ihrer Rettung, wird jedoch von Kater Karlo in die Enge getrieben und erst durch einen beherzten Eingriff Minnies gerettet. Als beide Mäuse vor dem Kater fliehen, brüllt der Micky nach, dass er entlassen sei. Minnie und Micky können nun gemeinsam den Lunch-Box-Service führen.

## Produktion
Micky, der Bauarbeiter erschien am 7. Januar 1933 im Rahmen der Disney-Trickfilmreihe Micky Maus.
Der Kurzfilm besitzt zahlreiche Parallelen zum bereits 1928 erschienenen Oswald-Film Sky Scrappers.

## Synchronisation
| Rolle       | Sprecher          |
| ----------- | ----------------- |
| Micky Maus  | Walt Disney       |
| Minnie Maus | Marcellite Garner |
| Kater Karlo | Billy Bletcher    |

## Auszeichnung
Micky, der Bauarbeiter wurde 1934 für einen Oscar in der Kategorie „Bester animierter Kurzfilm“ nominiert, konnte sich jedoch nicht gegen Die drei kleinen Schweinchen durchsetzen.